# Persone di nome Rick
| Questa pagina contiene informazioni ricavate automaticamente dalle voci biografiche con l'ausilio del template Bio e di un bot. L'aggiornamento è periodico e automatico e ricostruisce completamente la pagina. Se manca una persona in questa lista, sei pregato di non aggiungerla, ma accertati piuttosto che la sua voce biografica contenga il template Bio e che i dati anagrafici siano correttamente compilati. Se il template Bio manca, inseriscilo tu stesso o, in alternativa, metti l'avviso {{tmp\|Bio}} che ne segnala la mancanza. Se i dati riportati sono sbagliati, correggi direttamente la voce biografica; le modifiche saranno visibili in questa lista entro pochi giorni. Per chiarimenti vedi il progetto antroponimi. La lista contiene solo le 81 persone che sono citate nell'enciclopedia e per le quali è stato implementato correttamente il template Bio. Pagina aggiornata al 16 ott 2024. |

Questa è una lista di persone presenti nell'enciclopedia che hanno il prenome Rick, suddivise per attività principale.

## Allenatori di calcio(1)
- Rick Kruys, allenatore di calcio e ex calciatore olandese (Utrecht, n. 1985)

## Allenatori di football americano(1)
- Rick Rhoades, allenatore di football americano statunitense (n. 1947)

## Artisti(1)
- Rick Griffin, artista statunitense (n. 1944 - † 1991)

## Attori(15)
- Rick Aviles, attore e comico statunitense (New York, n. 1952 - Los Angeles, † 1995)
- Rick Glassman, attore e comico statunitense (Cleveland, n. 1984)
- Rick Gomez, attore statunitense (Bayonne, n. 1972)
- Rick Gonzalez, attore statunitense (New York, n. 1979)
- Rick Hoffman, attore statunitense (New York, n. 1970)
- Rick Hurst, attore statunitense (Houston, n. 1946)
- Rick Jason, attore statunitense (New York, n. 1923 - Moorpark, † 2000)
- Rick Lenz, attore e commediografo statunitense (Springfield, n. 1939)
- Rick Malambri, attore, ballerino e modello statunitense (Fort Walton Beach, n. 1982)
- Rick Mora, attore statunitense (n. 1971)
- Rick Okon, attore tedesco (Schwedt/Oder, n. 1989)
- Rick Peters, attore televisivo statunitense
- Rick Schroder, attore statunitense (New York, n. 1970)
- Rick Warden, attore cinematografico e attore teatrale britannico (n. 1971)
- Rick Yune, attore, artista marziale e ex modello statunitense (Washington, n. 1971)

## Autori di giochi(2)
- Rick Loomis, autore di giochi statunitense (n. 1946 - † 2019)
- Rick Priestley, autore di giochi britannico (Lincoln, n. 1959)

## Bassisti(2)
- Rick Laird, bassista irlandese (Dublino, n. 1941 - † 2021)
- Rick Savage, bassista britannico (Sheffield, n. 1960)

## Batteristi(2)
- Rick Allen, batterista britannico (Dronfield, n. 1963)
- Rick Downey, batterista, produttore discografico e tecnico del suono statunitense (New York, n. 1953)

## Calciatori(8)
- Rick Dekker, calciatore olandese (Lekkerkerk, n. 1995)
- Rick van Drongelen, calciatore olandese (Terneuzen, n. 1998)
- Rick Hoogendorp, ex calciatore olandese (Blerick, n. 1975)
- Rick Karsdorp, calciatore olandese (Schoonhoven, n. 1995)
- Rick Ketting, calciatore olandese (Nieuwerkerk aan den IJssel, n. 1996)
- Rick Jhonatan Lima Morais, calciatore brasiliano (São Luís, n. 1999)
- Rick Meissen, calciatore olandese (Amsterdam, n. 2002)
- Rick ten Voorde, calciatore olandese (Emmen, n. 1991)

## Cantanti(1)
- Rick Roberts, cantante e chitarrista statunitense (Clearwater, n. 1949)

## Cantautori(1)
- Rick Price, cantautore australiano (Beaudesert, n. 1961)

## Cestisti(4)
- Rick Hughes, ex cestista statunitense (Cincinnati, n. 1973)
- Rick Rickert, ex cestista statunitense (Duluth, n. 1983)
- Rick Roberson, cestista statunitense (Memphis, n. 1947 - Fullerton, † 2020)
- Rik Samaey, ex cestista belga (Ostenda, n. 1960)

## Chitarristi(2)
- Rick Derringer, chitarrista, cantante e artista statunitense (Fort Recovery, n. 1947)
- Rick Nielsen, chitarrista statunitense (Chicago, n. 1948)

## Ciclisti su strada(3)
- Rick Flens, ex ciclista su strada olandese (Zaandam, n. 1983)
- Rick Pluimers, ciclista su strada olandese (Enter, n. 2000)
- Rick Zabel, ex ciclista su strada tedesco (Unna, n. 1993)

## Compositori(1)
- Rick van der Linden, compositore e tastierista olandese (Badhoevedorp, n. 1946 - Groninga, † 2006)

## Conduttori radiofonici(1)
- Rick Hutton, conduttore radiofonico, conduttore televisivo e musicista britannico (Liverpool, n. 1953)

## Dirigenti sportivi(1)
- Rick Welts, dirigente sportivo statunitense (n. 1953)

## Doppiatori(1)
- Rick Pasqualone, doppiatore e attore statunitense (Albertson, n. 1966)

## Fumettisti(3)
- Rick Law, fumettista statunitense (n. 1969)
- Rick Remender, fumettista e disegnatore statunitense (Pasadena, n. 1973)
- Rick Veitch, fumettista statunitense (n. 1951)

## Giocatori di football americano(4)
- Rick Bryan, giocatore di football americano statunitense (Tulsa, n. 1962 - Coweta, † 2009)
- Rick Engles, ex giocatore di football americano statunitense (Tulsa, n. 1954)
- Rick Parros, ex giocatore di football americano statunitense (New York, n. 1958)
- Rick Tuten, giocatore di football americano statunitense (Perry, n. 1965 - Costa Rica, † 2017)

## Golfisti(1)
- Rickie Fowler, golfista statunitense (Anaheim, n. 1988)

## Hockeisti su ghiaccio(4)
- Rick Boh, ex hockeista su ghiaccio canadese (Kamloops, n. 1964)
- Rick DiPietro, ex hockeista su ghiaccio statunitense (Winthrop, n. 1981)
- Rick Nash, ex hockeista su ghiaccio canadese (Brampton, n. 1984)
- Rick Rypien, hockeista su ghiaccio canadese (Blairmore, n. 1984 - Crowsnest Pass, † 2011)

## Medici(1)
- Rick Strassman, medico statunitense (Los Angeles, n. 1952)

## Modelli(1)
- Rick Genest, modello canadese (Montréal, n. 1985 - Montréal, † 2018)

## Musicisti(1)
- Rick Buckler, musicista britannico (Woking, n. 1955)

## Nuotatori(1)
- Rick Say, nuotatore canadese (Salmon Arm, n. 1979)

## Pallanuotisti(1)
- Rick Merlo, pallanuotista statunitense (Fresno, n. 1982)

## Piloti automobilistici(1)
- Rick Mears, pilota automobilistico statunitense (Wichita, n. 1951)

## Produttori cinematografici(1)
- Rick McCallum, produttore cinematografico e produttore televisivo statunitense (Heidelberg, n. 1954)

## Produttori discografici(1)
- Rick Nowels, produttore discografico e compositore statunitense (Palo Alto, n. 1960)

## Produttori televisivi(1)
- Rick Berman, produttore televisivo statunitense (New York, n. 1945)

## Rapper(1)
- Rick Ross, rapper e attore statunitense (Clarksdale, n. 1976)

## Registi(2)
- Rick Famuyiwa, regista, sceneggiatore e produttore cinematografico statunitense (Los Angeles, n. 1973)
- Rick Jacobson, regista, sceneggiatore e produttore cinematografico statunitense

## Scenografi(2)
- Rick Carter, scenografo e produttore cinematografico statunitense (Los Angeles, n. 1952)
- Rick Heinrichs, scenografo e produttore cinematografico statunitense

## Scrittori(2)
- Rick Bass, scrittore e ambientalista statunitense (Fort Worth, n. 1958)
- Rick Moody, scrittore statunitense (New York, n. 1961)

## Tastieristi(1)
- Rick Santers, tastierista e chitarrista canadese (Toronto, n. 1958)

## Tennisti(3)
- Rick Fagel, ex tennista statunitense (Miami, n. 1953)
- Rick Fisher, ex tennista statunitense (Evanston, n. 1951)
- Rick Leach, ex tennista statunitense (Arcadia, n. 1964)

## Triatleti(1)
- Rick Wells, ex triatleta neozelandese (Nuova Zelanda)

## Senza attività specificata(1)
- Rick Alan Ross,  statunitense (Cleveland, n. 1952)